# Spaubeek
Spaubeek (limburguès: Sjpaubik o Sjpawbik) és una població del municipi de Beek, a la província de Limburg, al sud-est dels Països Baixos. Spaubeek fou un municipi a part fins a la reestructuració de municipis neerlandesos de l'any 1984. El 2007 tenia 3.650 habitants.

## Personatges coneguts
- Esther de Lange (1975), membre del Parlament Europeu